# Мадригал
Мадрига́л (італ. madrigale, від лат. matricale — пісня рідною мовою) — світський літературний та музично-поетичний пісенний жанр епохи Відродження, невеличкий (від 2 до 12 рядків) вірш на любовну тему.

## У літературі
Як літературний жанр, мадригал мав вигляд короткого ліричного (рідше — сатиричного) вірша на тему кохання, пізніше — дотепний віршований комплімент (іноді іронічний), адресований жінці. Нікола Буало у своєму трактаті писав: «Мадригал повинен дихати — ніжністю, солодкістю й любов'ю». Генетично мадригал сходить до еротичних народних пісень провансальських пастухів.

## У музиці
Як музичний жанр XIV століття мадригал — 2–3-голоса пісня з кількох куплетів та приспіву. У XVI ст. набуває рис 4–5-голосої вокальної поеми ліричного змісту. Згодом стиль мадригалу стає драматичнішим, спостерігається також відхід від вокальної поліфонії шляхом виділення верхнього голосу та появи інструментального супроводу. 

### Автори мадригалів
- Франческо Ландіні,
- Вінченцо Галілеї,
- Чіпріано де Роре,
- Бальдассаре Донато,
- Клаудіо Монтеверді,
- Орландо ді Лассо,
- Джованні П'єрлуїджі да Палестріна,
- Джованні Доменіко да Нола,
- Джезуальдо да Веноза,
- Антоніо Лотті,
- Томас Морлі,
- Генріх Шютц,
- Джованні Бокаччо,
- Франческо Петрарка.

В XX ст. — Богуслав Мартіну, Ігор Стравінський, Пауль Гіндеміт та інші.